# De dwaze lotgevallen van Sherlock Jones
De dwaze lotgevallen van Sherlock Jones is een Nederlandse film uit 1975 van Nikolai van der Heyde. De titel van de film is gebaseerd op de detective Sherlock Holmes.

## Verhaal
Wanneer de legendarische Khartoem-diamant vanuit Pretoria naar Nederland wordt gebracht om daar gepolijst en gespleten te worden, wil directeur Sondag toch het zekere voor het onzekere nemen en een detective inhuren. De Italiaanse maffia komt hierachter en zorgt ervoor dat hij maar één detective onder ogen krijgt: de stuntelige Sherlock Jones (gespeeld door Piet Bambergen) met zijn hond: de bassethond Watson.
De maffia probeert de diamant te stelen bij het vervoer vanaf Schiphol, waarbij ze uiteindelijk in Valkenburg hun slag kunnen slaan.
1896-1909 · 1910-19 · 1920-29 · 1930-39 · 1940-49 · 1950-59 · 1960-69 · 1970-79 · 1980-89 · 1990-99 · 2000-09 · 2010-19
· 2020-29